# Catacamas
Catacamas is een gemeente (gemeentecode 1503) in het departement Olancho in Honduras. De gemeente grenst aan Nicaragua.

## Naamgeving
De plaats is waarschijnlijk genoemd naar Atiacamaní, een van de namen van de godin van het water van de Azteken. Het dorp heeft eerder ook San Francisco de Catacamas geheten.

## Bezienswaardigheden
Bezienswaardigheid is de koloniale kerk die gewijd is aan Franciscus van Assisi. Een cementen trap met meer dan 600 treden voert naar de heuveltop Mirador de la Cruz ("Uitzichtspunt van het Kruis"). Het is genoemd naar het grote kruis dat hier opgesteld staat. Het wordt veel bezocht door de plaatselijke bevolking. Van hieruit heeft men uitzicht over het dorp, de vallei en de rivier Guayape.

## Ligging
Het dorp ligt op 50 kilometer van Juticalpa, de hoofdplaats van het departement. Catacamas wordt als de zusterstad van Juticalpa gezien. Verder ligt het op 210 kilometer van Tegucigalpa.
Het dorp ligt in de Vallei van Juticalpa. Dichtbij ligt de rivier Guayape, waarin nog steeds goud gevonden wordt. Ook de river Talgua, een zijrivier van de Guayape, stroomt in de buurt.
Dichtbij liggen de Grotten van Talgua. In de buurt liggen verder het Nationaal park Sierra de Agalta die toegang geeft tot het Biosfeerreservaat Río Plátano en het Nationaal park Patuca. Hierdoor is Catacamas een toeristische bestemming.

## Bevolking
De bevolking is als volgt verdeeld:
| Vrouwen | 63.443 | 50,9% |
| Mannen  | 61.156 | 49,1% |

## Dorpen
De gemeente bestaat uit vijftien dorpen (aldea), waarvan de grootste qua inwoneraantal: Catacamas (code 150301), La Colonia de Poncaya (150308) en Bacadia (150302).

## Economie
De landbouw heeft het belangrijkste aandeel in de economie, met name de extensieve veeteelt. Er worden veel zuivelproducten gemaakt, waaronder kaas en boter.

## Onderwijs
Dicht bij Catacamas liggen twee belangrijke landbouwscholen: de Escuela Nacional Agraria en de Escuela de El Sembrador.

## Sport
De voetbalclub Atlético Olanchano speelt in de Liga Nacional de Honduras.

## Geboren in Catacamas
- Manuel Zelaya (1952), president van Honduras (2006-2009)

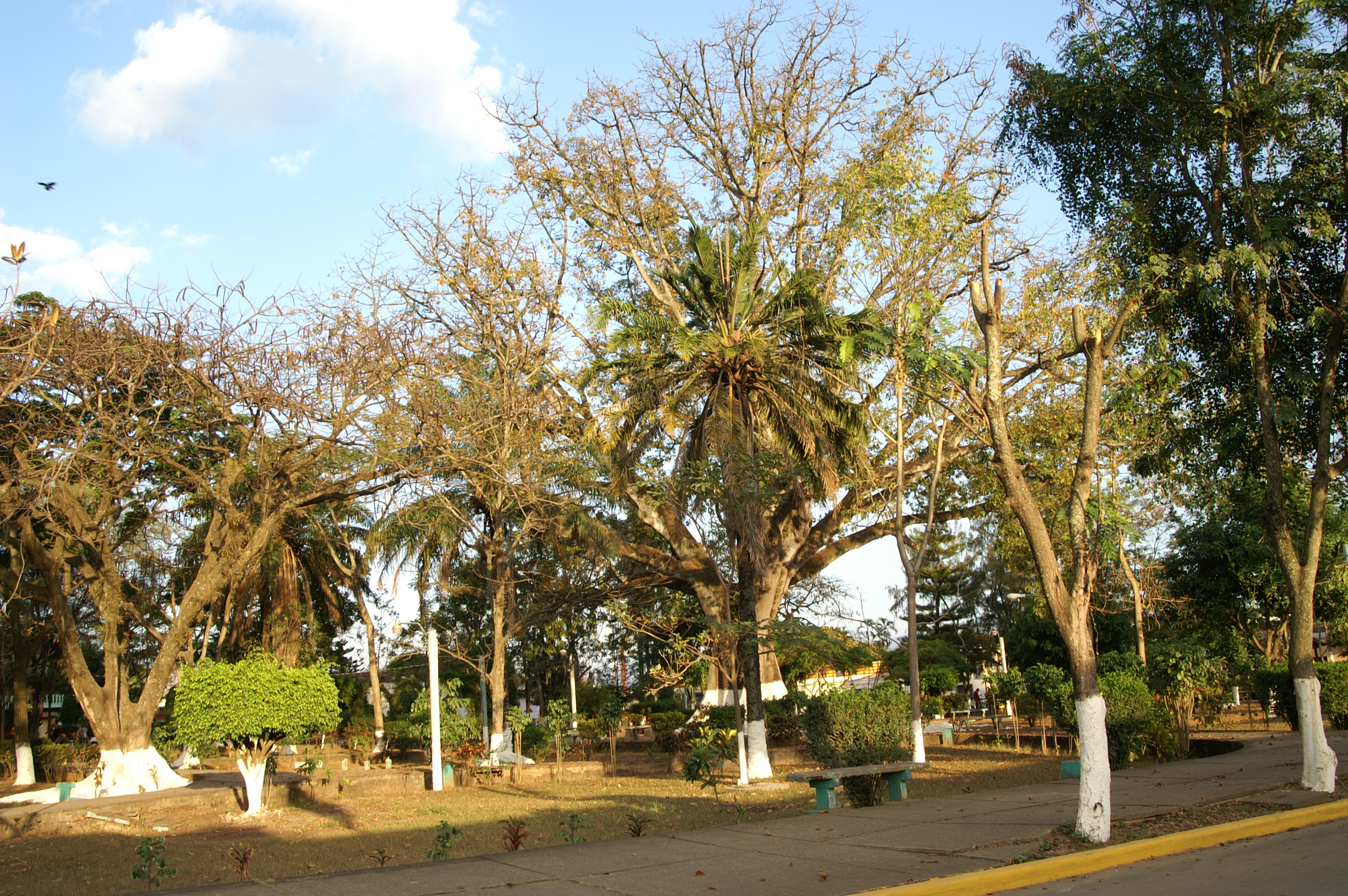
Centraal plein
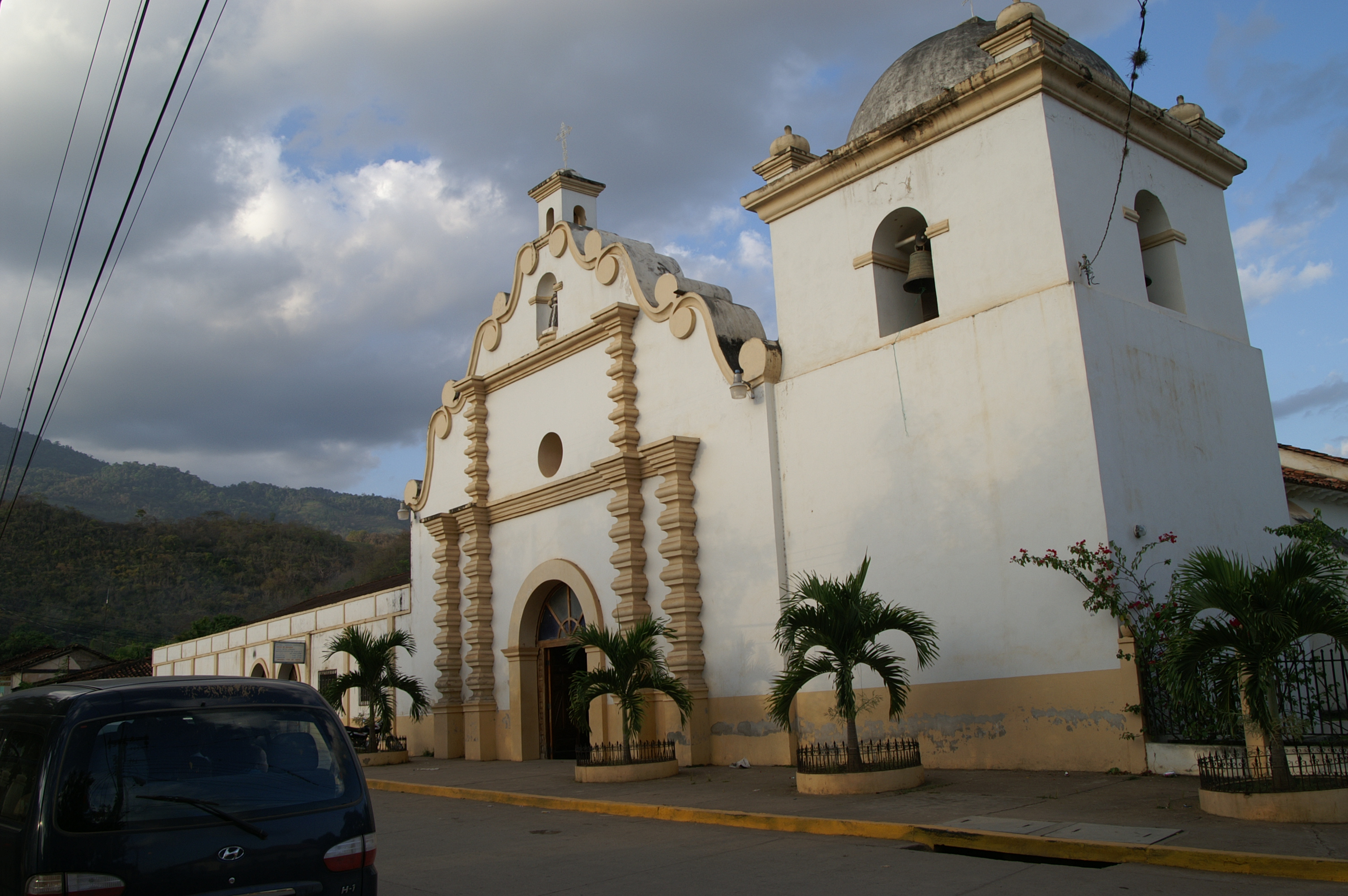
Kerk van Sint-Franciscus
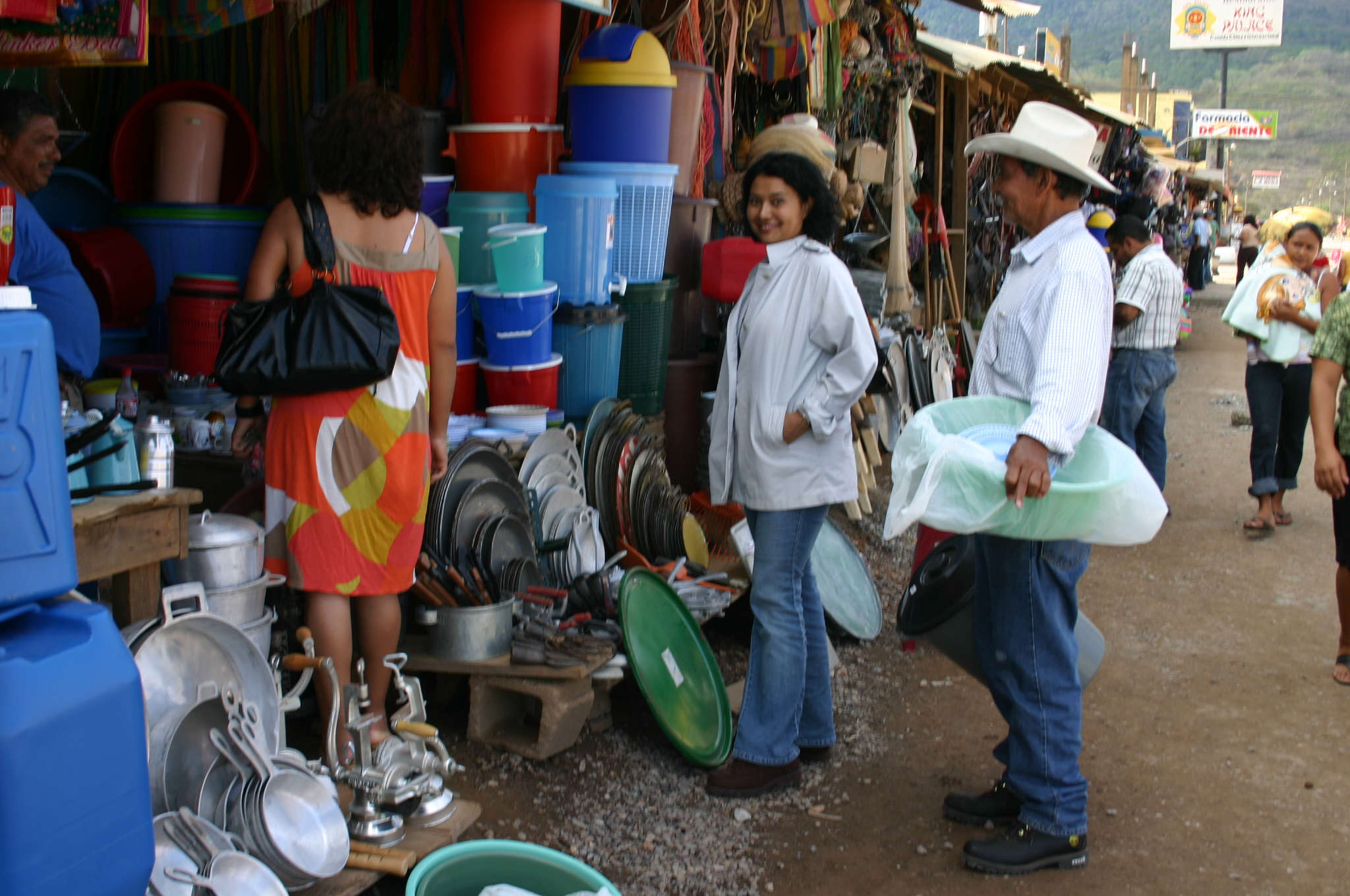
Openluchtmarkt